# 上诺伊恩多夫
上诺伊恩多夫（德語：Hohen Neuendorf，發音：[ˈhoːən ˈnɔʏənˌdɔʁf] ⓘ）是德国勃兰登堡州上哈弗尔县的城市，面积48.56平方千米，2023年12月31日人口为27,131人。